# Schistura porthos
Schistura porthos är en fiskart som beskrevs av Maurice Kottelat 2000. Schistura porthos ingår i släktet Schistura och familjen grönlingsfiskar. IUCN kategoriserar arten globalt som livskraftig. Inga underarter finns listade i Catalogue of Life.